# Zahiri
Zahiri (Arabisch: ظاهري) madhhab of al-Zahiriyyah (Arabisch: الظاهرية) is een school voor islamitische jurisprudentie opgericht door Dawud al-Zahiri in de negende eeuw, gekenmerkt door afhankelijkheid van de uiterlijke (Zahir) betekenis van uitdrukkingen in de Koran en hadith, evenals afwijzing van analoge afleiding (qiya's). Na een beperkt succes en achteruitgang in het Midden-Oosten, bloeide de Zahiri-school op in het kalifaat van Córdoba (Al-Andalus, het huidige Spanje en Portugal), vooral onder leiding van ibn Hazm. Er wordt gezegd dat het 'ongeveer 500 jaar in verschillende vormen heeft overleefd' voordat het 'opging in de Hanbali-school', maar ook in het midden van de 20e eeuw in delen van de moslimwereld nieuw leven werd ingeblazen.
Terwijl sommige analisten het zahirisme omschrijven als een aparte school van de islam, hebben anderen het als een vijfde denkrichting (madhhab/stroming) van de soennitische islam gekarakteriseerd, en het heeft nog steeds een zekere mate van invloed en wordt erkend door hedendaagse islamitische geleerden. In het bijzonder hebben leden van de Ahl-i Hadith-beweging zich geïdentificeerd met de Zahiri-denkrichting.